# Apogonia lasia
Apogonia lasia är en skalbaggsart som beskrevs av Heller 1896. Apogonia lasia ingår i släktet Apogonia och familjen Melolonthidae. Inga underarter finns listade i Catalogue of Life.